# Abebe Mekonnen
Abebe Mekonnen (* 16. října 1964) je bývalý etiopský vytrvalec.
Vzhledem k etiopskému bojkotu olympiády v Los Angeles startoval na soutěži Družba 84, kde získal v maratonském závodě stříbrnou medaili. Na Světovém poháru v maratonu 1985 byl pátý mezi jednotlivci a s družstvem Etiopie vybojoval třetí místo. V roce 1986 doběhl druhý na mistrovství světa v přespolním běhu a vyhrál horský běh Sierre-Crans-Montana. Na Afrických hrách v roce 1987 skončil druhý v závodě na 10 000 metrů. Dvakrát se zúčastnil olympiády (v roce 1992 závod nedokončil a v roce 1996 obsadil 81. místo) a čtyřikrát mistrovství světa v atletice (v letech 1987, 1991 a 1993 odstoupil, v roce 1995 skončil na 47. místě). 
Je trojnásobným vítězem tokijského maratonu z let 1988, 1991 a 1993, vyhrál také Rotterdamský maraton 1986, Pařížský maraton 1987, Pekingský maraton 1988 a Bostonský maraton 1989. Je držitelem unikátní bilance, když dokončil 32 maratonů v čase pod dvě hodiny a patnáct minut. Jeho osobní rekordy jsou 14:19,18 na 5 000 m, 28:58,7 na 10 000 m a 2:07:35 v maratonském běhu. Po ukončení kariéry se stal technickým ředitelem sportovní komise v Addis Abebě, působil také v Japonsku jako atletický trenér.